# Мінерва (фрегат, 1811)
«Мінерва» (рос. «Минерва») — 44-гарматний вітрильний фрегат Чорноморського флоту Російської імперії.

## Історія
Закладений у Миколаєві 16 грудня 1809 року, головний будівник — корабельний майстер, поручик Д. В. Кузнєцов. Після спуску на воду 21 листопада 1811 року увійшов до складу Чорноморського флоту Російської імперії.
У 1812 році фрегат із гардемаринами перебував у практичному плаванні в Чорному морі, протягом 1813—1816 років крейсував біля берегів Абхазії під командуванням Ф. Ф. Беллінсгаузена. На «Мінерві» Беллінсгаузен провів значущі гідрографічні та картографічні роботи, виявивши численні помилки на картах біля абхазьких, мінгрельських і гурійських берегів.
У липні-серпні 1816 року на фрегаті «Мінерва» з Одеси до Костянтинополя прибув таємний радник граф Г. А. Строганов. Протягом 1817—1822 років фрегат у складі ескадр виходив у практичні плавання в Чорне море. У 1825 році фрегат був відрахований до порту.

## Командири
- Ф. Ф. Беллінсгаузен (1812—1816);
- О. І. Вікорст (1817—1822).